# Federación de baloncesto de Bahamas
La BBF (por sus siglas en inglés "Bahamas Basketball Federation") es el organismo que rige las competiciones de clubes y la Selección nacional de Bahamas.

## Ranking FIBA
| Po. | País               | País    | Puntos |
| --- | ------------------ | ------- | ------ |
| 83  | Bandera de Bahamas | Bahamas | 0.0    |

## Registros
- 54 Clubes Registrados.
- 15 Jugadores Autorizados
- 450 Jugadores NoAutorizados